# Oroszborgó
Oroszborgó (románul: Rusu Bârgăului) település Romániában, Erdélyben, Beszterce-Naszód megyében.

## Fekvése
Besztercétől északkeletre, a Borgói-hágóra vezető úton, Jádtól keletre fekvő település.

## Története
Oroszborgó vagy Borgó nevét 1733-ban említette először oklevél Ruszi-Borgoului néven. 1750-ben Ruschi Bergeuluj, 1805-ben Rusz-Borgo, 1808-ban pagus Rusz Be-v, 1861-ben Borgó-Rusz, 1888-ban Orosz-Borgo (Borgo-Rusz), 1913-ban Oroszborgó néven írták. A trianoni békeszerződés előtt Beszterce-Naszód vármegye Jádi járásához tartozott. 1910-ben 943 lakosából 31 magyar, 917 román volt. Ebből 909 görögkeleti ortodox, 22 izraelita volt.

## Ismert személyek
- Itt született 1901. február 22-én Jenei Jung János színműíró, dalszövegíró (élt 1901 - 1979).